# Довгаленко, Татьяна Евгеньевна
Татья́на Евге́ньевна Довгале́нко (род. 24 ноября 1974) — российский дипломат. Чрезвычайный и полномочный посол (2025).

## Биография
Окончила МГИМО МИД России в 1996 году. Владеет английским, итальянским и фпанцузским языками. На дипломатической работе с 1996 года.
- В 2016—2023 годах — заместитель постоянного представителя Российской Федерации при ЮНЕСКО в Париже.
- В 2023—2024 годах — заместитель директора Департамента по многостороннему гуманитарному сотрудничеству и культурным связям, по совместительству исполняющая обязанности ответственного секретаря Комиссии Российской Федерации по делам ЮНЕСКО.
- С октября 2024 по январь 2025 года — посол по особым поручениям МИД России.
- С 13 января 2025 года — директор Департамента партнёрства с Африкой МИД Российской Федерации[1].

## Дипломатический ранг
- Чрезвычайный и полномочный посланник 2 класса (10 февраля 2018)[2].
- Чрезвычайный и полномочный посланник 1 класса (10 июня 2022)[3].
- Чрезвычайный и полномочный посол (11 июня 2025)[4].

## Награды
- Благодарность президента Российской Федерации (2 июня 2009) — за заслуги в реализации внешнеполитического курса Российской Федерации[5].
- Почётная грамота президента Российской Федерации (6 июня 2024) — за большой вклад в реализацию внешнеполитического курса Российской Федерации[6].

## Семья
Замужем, имеет двух сыновей.